# Chinchodi, Devadurga
Chinchodi là một làng thuộc tehsil Devadurga, huyện Raichur, bang Karnataka, Ấn Độ.